# Ян Каменецький (ротмістр)

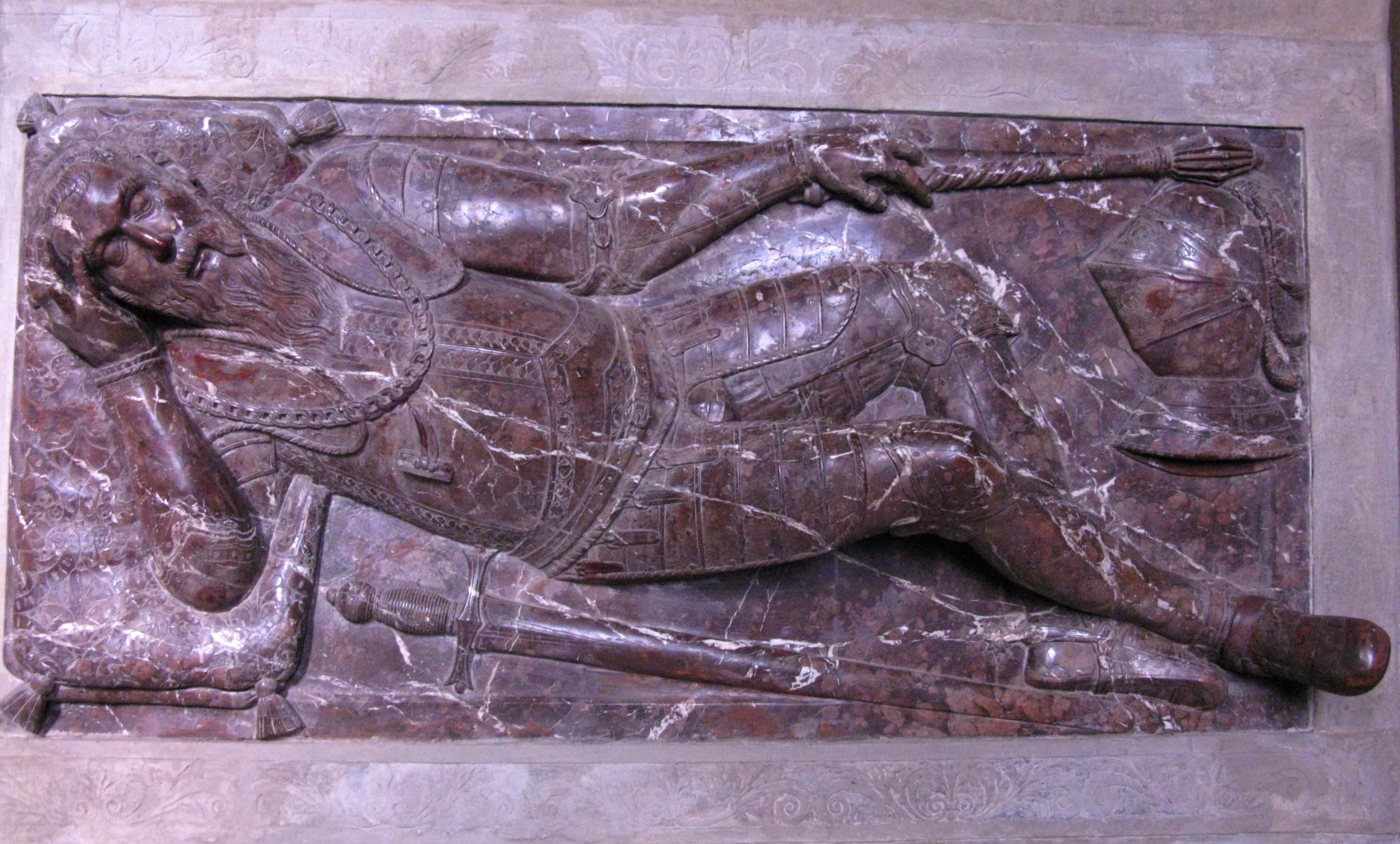
Надгробок ротмістра Яна Каменецького

Ян Каменецький (1524 — 1560) — польський шляхтич, військовик, ротмістр. Ян Каменецький — дідич Кам'янця (замок біля Оджиконю), Олеська, Залізців.

## Короткий життєпис

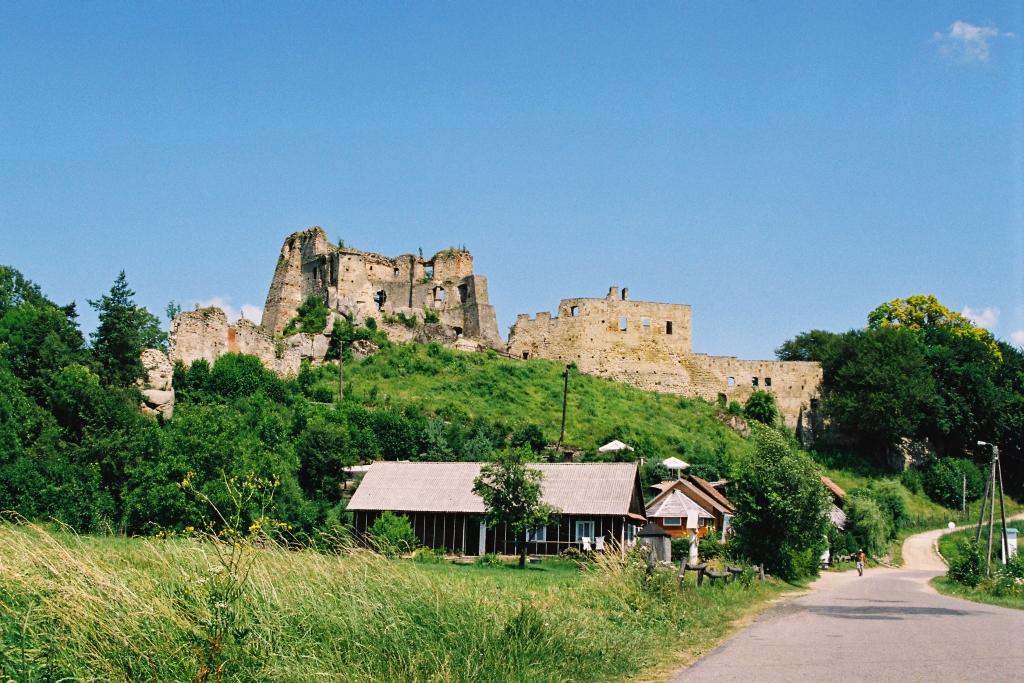
Замок Оджиконь (Kamieniec)

Син Марціна Каменецького та його дружини Ядвіги Сененської.
4 березня 1531 р. був викликаний до суду за позовом Северина Бонера через укладений батьком Марціном 1528 р. договір. С. Бонер вимагав 4000 флоринів та 7 сіл в Сяноцькій землі. Король через малолітність Я. Каменецького відтермінував справу, погодився на тимчасове володіння С. Бонером Кам'янця, 7 сіл. За підтримки коронного гетьмана Яна Амора Тарновського та королеви Бони у 1531 та 1538 р. залишився в дожиттєвому володінні 18-ма селами у Львівському старостві, які були видержавлені його батьку Марціну. 1539 року сестра Барбара передала йому всі свої права стосовно маєтків батьків. 1546 року виграв процес у князів Збаразьких за 4 села у Белзькому воєводстві.
1552-го служив в обороні поточній як ротмістр коругви кавалерії, взяв участь у виправі до Молдавії; отримав у «доживоття» Чорний Острів (Подільське воєводство).
«Не боявся Бога, не респектував людей», зокрема, здійснював розбійні напади на володіння Лідихівських.
Помер 5 лютого 1560 р., був похований у костелі францисканців у Коросно, де зберігся його мармуровий гробівець роботи Джанні Марії Падовано.

## Сім'я
Був одружений з Анною Косцелецькою — донькою ленчицького воєводи Яна та його дружини Катажини Кциньської. Діти:
- Войцех і Ян навчались у Віттенберзі (artes et musas). У 1578 р. брати подідили спадок
- Станіслав — львівський підкоморій, помер 1612 р., за поділом був власником Залізців; дружина — Богдана Василівна Семашко, перер цим дружина князя Януша Четвертинського, Захарія Ванька Лагодовського[2]
- Ельжбета — дружина: 1) Мацея Влодека; 2) брацлавського воєводи Яна Потоцького.